# Ciucsângeorgiu, Harghita
Ciucsângeorgiu (în maghiară Csíkszentgyörgy) este satul de reședință al comunei cu același nume din județul Harghita, Transilvania, România. Se află în partea de sud-est a județului,  în Depresiunea Ciucului.

## Așezare
Localitatea Ciucsângeorgiu este situată la poalele Munților Ciucului, în partea sud-estică a județului Harghita, pe valea Fișagului, la o distanță de 22 km. de municipiul Miercurea Ciuc, pe drumul județean 123C Armășeni - Ciucsângeorgiu - DN12.

## Scurt istoric
Săpăturile arheologice facute de-a lungul timpului pe teritoriul acestei așezări au adus dovezi materiale ale unei locuiri încă din cele mai vechi timpuri, astfel în mijlocul satului, între pâraiele Martanos și Fișag, au fost semnalate fragmente ceranice aparținând culturilor Ariușd faza timpurie și Boian faza Giulești. Pe malul pârâului Fișag s-a descoperit un topor de piatră șlefuit, o ceașcă și mai multe fragmente de ceramică dacică. Din locuri neprecizate mai provin vestigii ale culturilor Criș și Ariușd-Cucuteni, un topor de piatră atribuit culturii Coțofeni, un topor de bronz cu margine ridicată din epoca bronzului și un tezaur de monede barbare. În "Dealul Mesteacănului" se află o așezare rurală de unde provin o statuetă de bronz a lui Hercule, o cataramă și o fibulă din epoca romană. Lângă biserica romano-catolică s-au găsit materiale ceramice din epoca bronzului și monede dacice de argint. Ciucsângeorgiu a făcut parte între anii 1762 și 1851 din Primul Regiment Secuiesc de Infanterie.

## Economie
Economia acestei localități este susținută de agricultură (cultura cartofului), creșterea animalelor, exploatarea fânețelor, prelucrarea primară a lemnului și comerțul cu produse agricole.

## Monumente
- Biserica romano-catolică din Ciucsângeorgiu, fortificată, construită în stil gotic
- Capela Pósaheghi Nagyboldogasszony
- Biserica greco-catolică „Sfântul Gheorghe”, construită în secolul al XVIII-lea (ortodoxă din 1948)

## Personalități
- András Illyés (1639-1712), episcop romano-catolic al Transilvaniei
- Ferenc Márton (1884-1940), pictor